# Hippacanthomysis platypoda
Hippacanthomysis platypoda är en kräftdjursart som beskrevs av Murano och Chess 1987. Hippacanthomysis platypoda ingår i släktet Hippacanthomysis och familjen Mysidae. Inga underarter finns listade i Catalogue of Life.